# U. S. Steel Košice

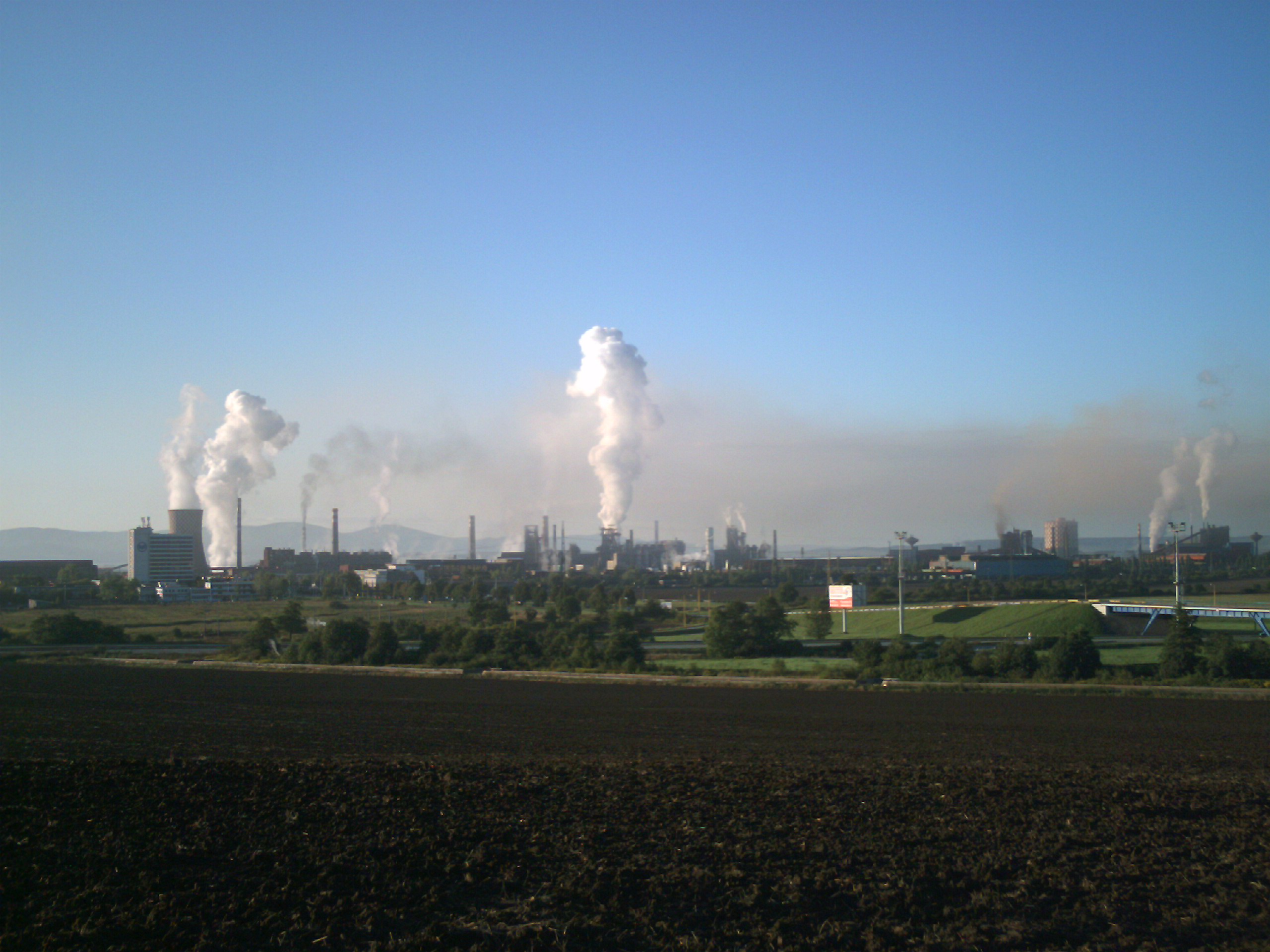
Blick auf das Betriebsgelände

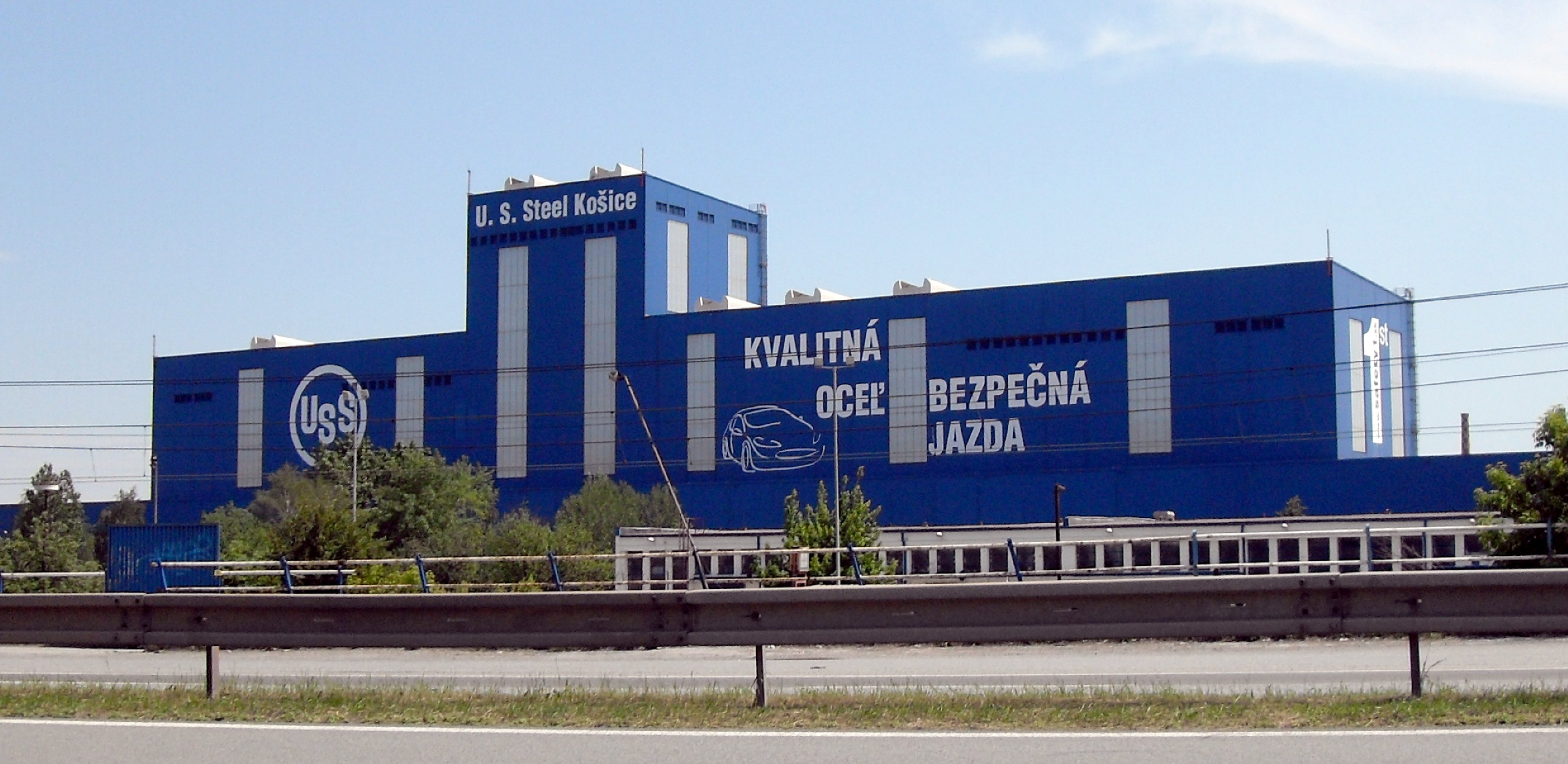
Blechbearbeitungslinie

U. S. Steel Košice (bis November 2000 Východoslovenské železiarne, Abk. VSŽ, Ostslowakische Stahlwerke) ist ein Stahlwerk südwestlich der zweitgrößten Stadt der Slowakei Košice im Stadtteil Šaca. Es ist eines der größten Unternehmen der Slowakei und hat fast 15.000 Beschäftigte (Stand 2008).

## Geschichte
Gegründet wurde das Stahlwerk am 1. April 1959 als Nationalbetrieb (národný podnik) und der Bau begann ein Jahr darauf. Das Stahlwerk sollte die mangelhafte tschechoslowakische Produktion des Walzguts erhöhen, um den wachsenden Markt zu befriedigen. Der erste Hochofen ging im Jahr 1965 in Betrieb, komplett wurde das Werk im Jahr 1966 fertiggestellt. Die Kohle wird aus dem mährisch-schlesischen Kohlerevier bei Ostrava bezogen und das Eisenerz aus dem   ukrainischen Revier Krywyj Rih (Krivoi Rog). Der Transport des Erzes läuft über die eigens dafür errichtete, breitspurige Bahnstrecke Uschhorod–Košice.
Nach der Samtenen Revolution im Jahr 1989 wurde VSŽ privatisiert. Am Anfang wurde eine Coupon-Privatisierung durchgeführt (verschiedene Fonds = 25 %, natürliche Personen = fast 30 %, Fonds des volkseigenen Vermögens = 37 %). Unter der Regierung von Vladimír Mečiar gelangte die Rezeš-Familie mit Mečiars Unterstützung zu den Aktien; 1997 war fast die Hälfte der Aktien in ihrem Besitz. 1998 befand sich die Firma in einer schweren Finanzkrise, mit den Schulden von 13 Mrd. SKK und stand vor dem Bankrott. Nach der politischen Wende 1998 kam die Regierung Mikuláš Dzurindas an die Macht und bereitete den Verkauf des Unternehmens an einen strategischen Investor vor. Die US Steel Corporation kaufte das Stahlwerk endgültig am 24. November 2000.
Im Jahr 2008 hatte das Unternehmen einen Umsatz von 3,1 Mrd. Euro und einen Gewinn von 338 Mio. Euro. Die jährliche Kapazität beträgt 4,5 Mio. Tonnen des Roheisen; 2008 betrug die Produktion 4,1 Mio. Tonnen.